# Sercoeur
Sercoeur är en kommun i departementet Vosges i regionen Grand Est (tidigare regionen Lorraine) i nordöstra Frankrike. Kommunen ligger i kantonen Châtel-sur-Moselle som tillhör arrondissementet Épinal. År 2022 hade Sercoeur 224 invånare.

## Befolkningsutveckling
Antalet invånare i kommunen Sercoeur
| Referens: INSEE |